# チャルームプラキアット郡 (ナーン県)
座標: 北緯19度34分45秒 東経101度4分52秒 / 北緯19.57917度 東経101.08111度
チャルームプラキアット郡（チャルームプラキアットぐん）はタイ北部・ナーン県にある郡（アムプー）である。

## 名称
チャルームプラキアットとは「（王の）御威光の祝賀」と言う意味である。

## 歴史
1996年12月5日、ラーマ9世（プーミポンアドゥンラヤデート）の即位50周年を記念してトゥンチャーン郡から、タムボン・フワイコーンが、ボークルア郡からタムボン・クンナーンが分離して設置された。

## 地理
郡の南部にはクン・ナーン国立公園があり、ナーン川が発している。ナーン川はその後、北に向かって流れ、郡の北部で西に進路を変え、トゥンチャーン郡方面に流れている。その川の周辺を山岳地帯が囲んでいる。郡の中心部は、ナーン川の東岸にある。
交通は南に国道1081号線が南に向かって延びておりボークルア方面と通じる。また、1080号線が西に延びており、ナーン方面と通じる。また郡の北部にはフワイコーン＝ナムグン国境検問所があり、北のラオスのムアングンと通じている。

## 経済
郡内の産業は農業、牧畜、森林資源の採集、サラリーマン業などである。主な農業生産品は、トウモロコシ、ソムシートーン（柑橘類）、レイシ、など。主な家畜は、スイギュウ、ニワトリ、養殖魚、ブタなどである。主な森林資源は、トウ（藤）、ヤシの実の砂糖漬け、淡水海苔などである。

## 行政区分
郡は2のタムボンに分かれ、さらにその下位に22の村（ムーバーン）がある。郡内には自治体（テーサバーン）はなく、2のタムボン行政体（オンカーンボーリハーンスワンタムボン）が設置されている。
1. タムボン・フワイコーン・・・ตำบลห้วยโก๋น
2. タムボン・クンナーン・・・ตำบลขุนน่าน